# Епъл Рекърдс
Епъл Рекърдс е звукозаписна компания (лейбъл), основана от Бийтълс през 1968 г. като подразделение на Епъл Корпс. Названието на лейбъла се превежда като „ябълка“, и като лого се използва снимка на зелена ябълка от сорта „Грени Смит“.
Въпреки че Бийтълс и техните делови партньори възлагали големи надежди на Епъл, напрегнатите отношения между участниците в групата, които впоследствие довеждат и до разпадането ѝ, нанасят вреда и на лейбъла. Много от записите, направени тук, не са състояние да станат популярни, или защото не се харесват на аудиторията, или защото не им достигат промоции, за да станат хитове.
Тук са правили записи Били Престън, Джеймс Тейлър, Бедфингър, Мери Хопкин и самите Бийтълс, както поединично, така и като колектив. Джеймс Тейлър скъсва контракта си с Епъл и се договаря с Уорнър Брос, където записва много хитове. Били Престън и Бедфингър също преминават към други лейбъли. Мери Хопкин, след изтичането на срока по договора ѝ с Бедфингър, престава да записва нови песни.
Последните записи на други изпълнители (без „битълските“) са издадени през 1973 г., и когато разпространението им от EMI завършва през 1975 г., лейбълът излиза от бизнеса. В края на 1980-те години започват да издават записи на Бийтълс на компакт дискове. Днес под този лейбъл не се правят нови записи, но записите на Бийтълс продължават да се издават под знака на Бедфингър.